# Holtorf
Holtorf ist ein Ortsteil der Bundesstadt Bonn im Stadtbezirk Beuel. Er umfasst die Dörfer Oberholtorf, Niederholtorf und Ungarten.

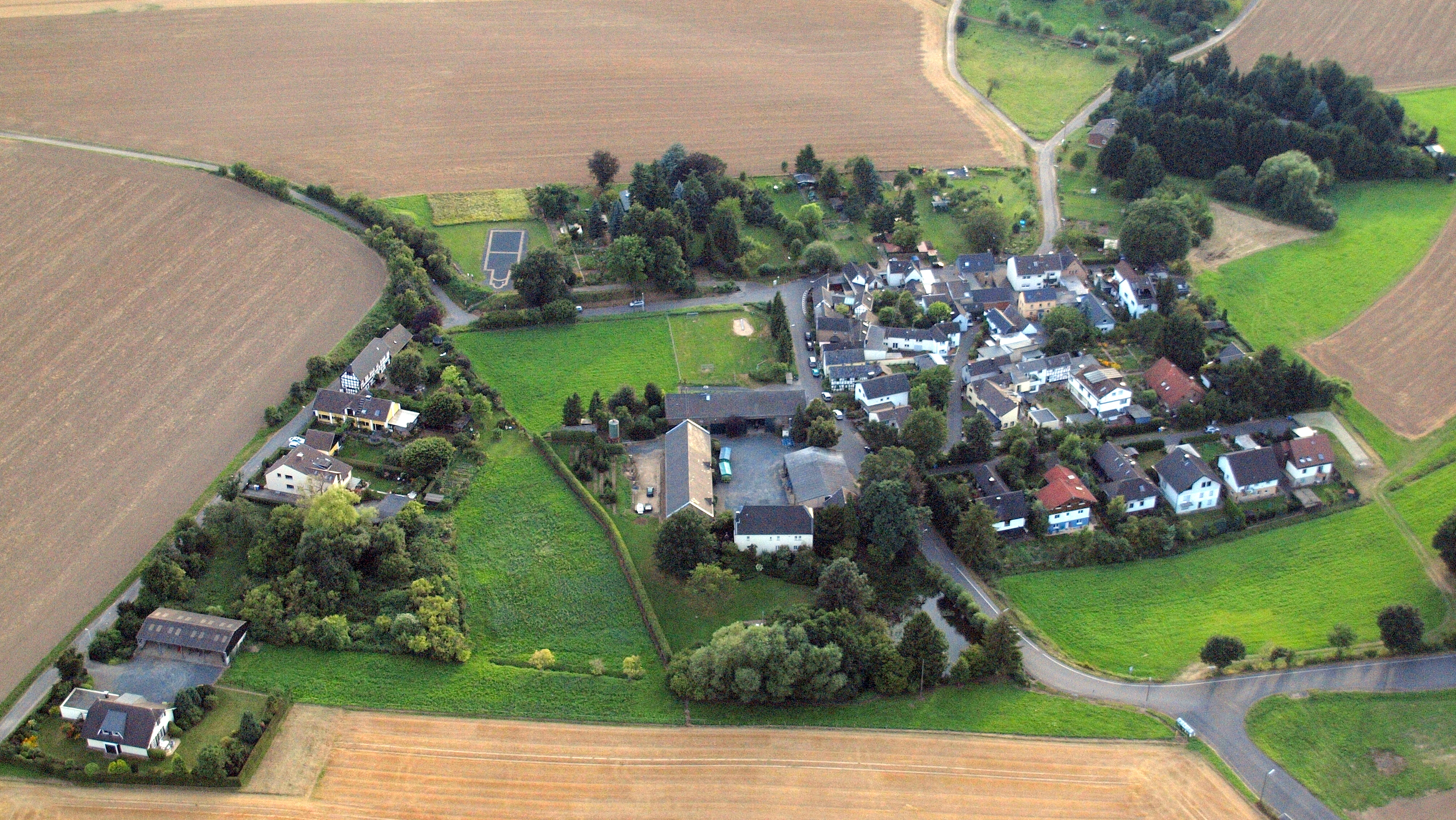
Luftaufnahme von Oberholtorf (2012), Ansicht von Osten (Dorfeinfahrt). Hinten links der Umriss der ehemaligen Saalkirche, in der Mitte der „Burghof“

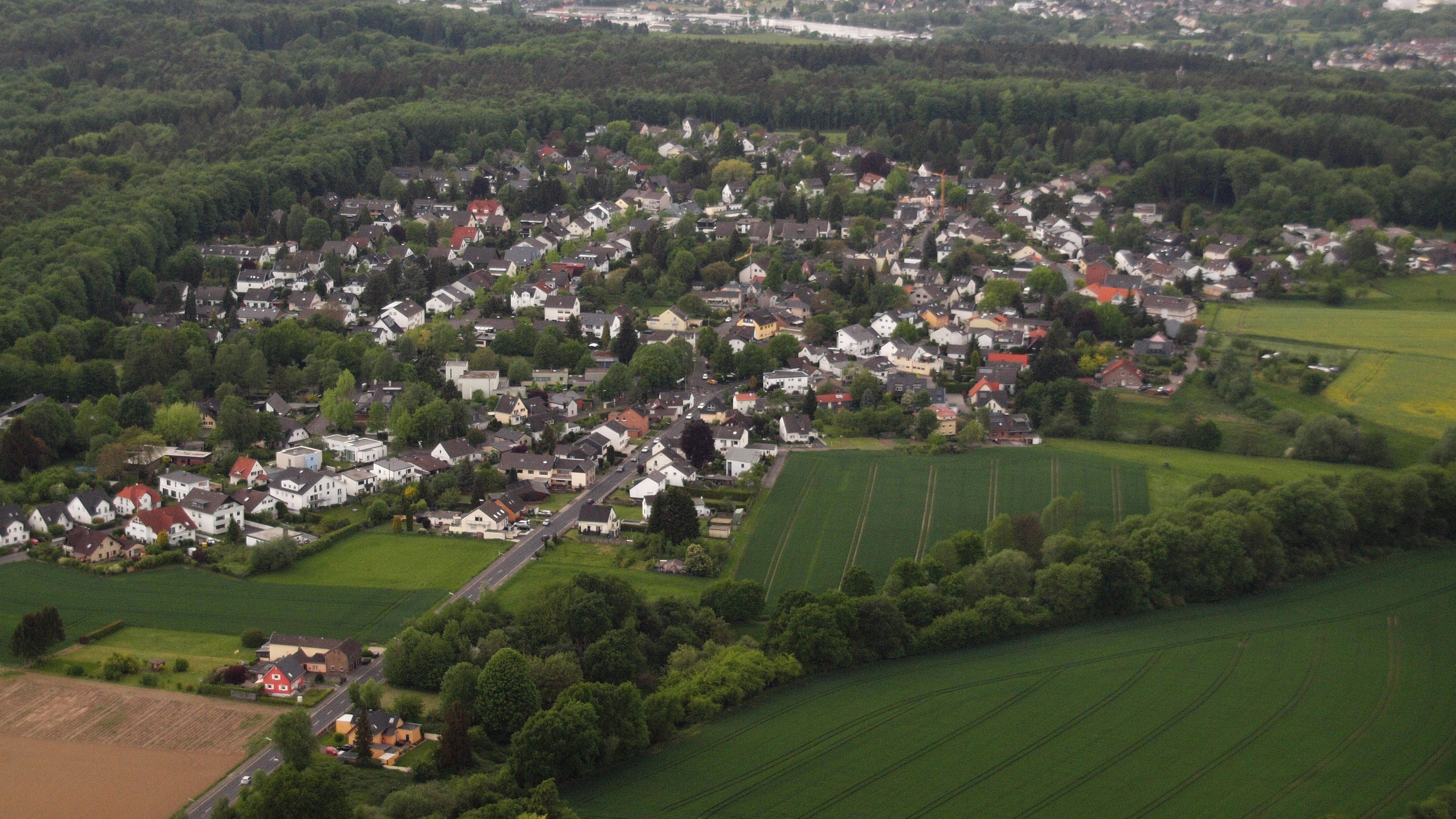
Holtorf, Luftaufnahme (2015)

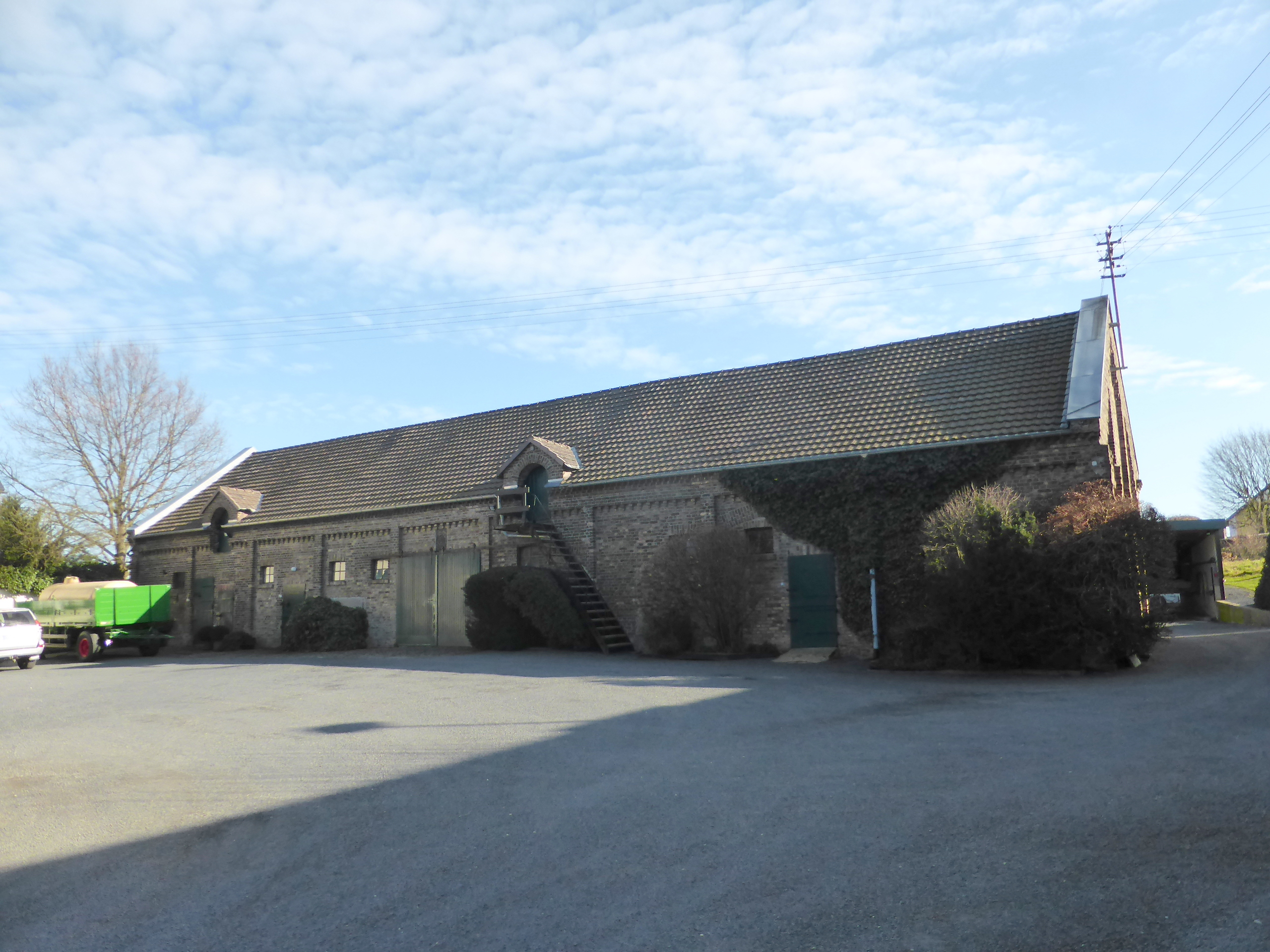
Burghof Oberholtorf

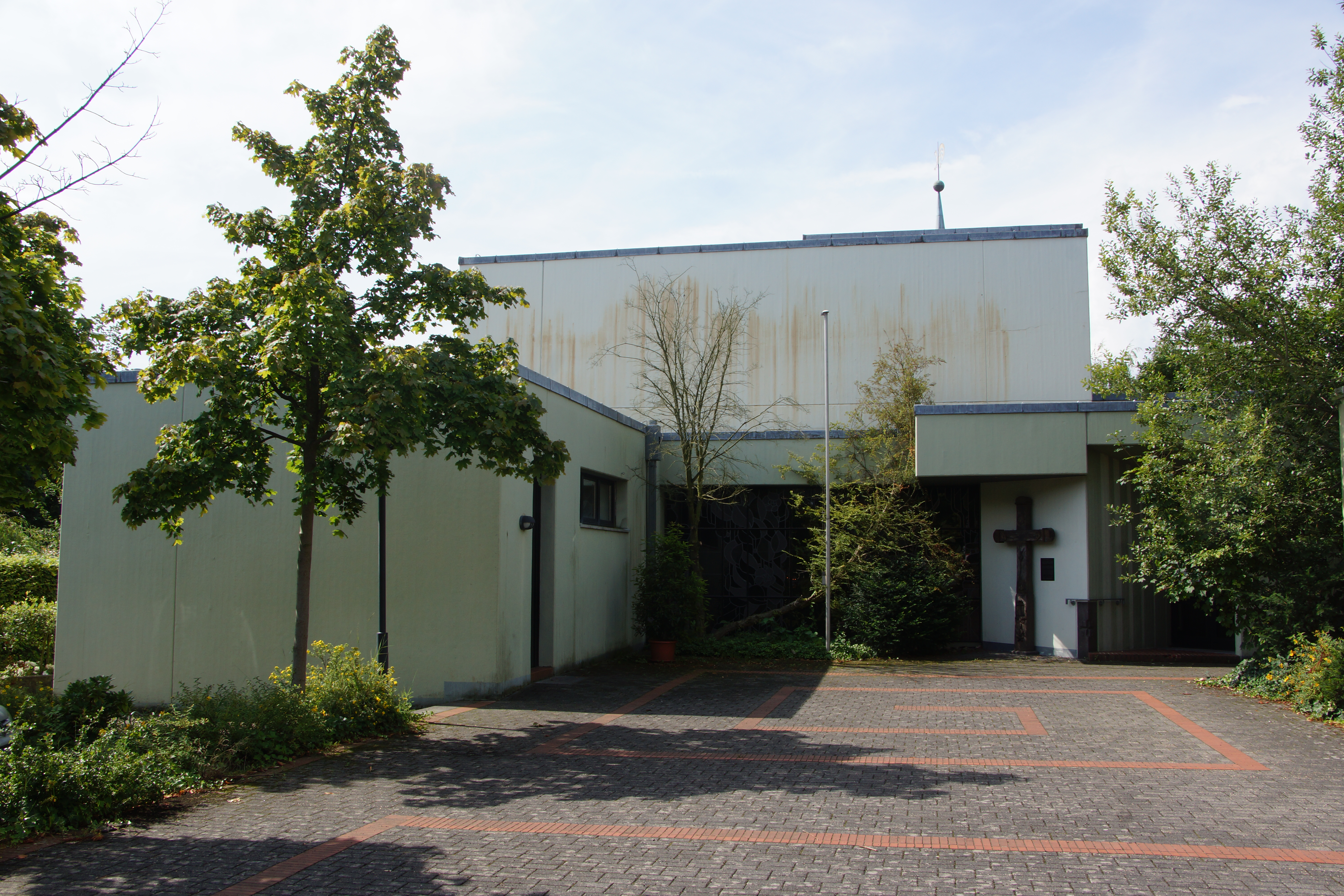
St. Antonius Holtorf

## Lage
Holtorf liegt in Berglage an der Ostseite des Naturschutzgebietes Ennert und wird daher als Wohngebiet mit einer hohen Anzahl an Familienhäusern genutzt. Oberholtorf ist mit seiner bis auf knapp 170 m ü. NHN reichenden Bebauung der höchstgelegene Ortsteil des Stadtbezirks Beuel.
Die umliegenden Wälder eignen sich zum Wandern und Fahrrad fahren.
Von Holtorf aus kann Bonn entweder über Beuel und die Bundesstraße 56 oder über die Bundesautobahn 562 erreicht werden.

## Geschichte
Am Westhang der Holtorfer Hardt (oder Ennert-Hardt) wurden drei hochkuppelige und zehn flache Hügelgräber aus der Zeit um 4000 v. Chr. gefunden. Im Bereich der Drosselstraße fanden sich Brandgräber aus der Eisenzeit (1000 bis 500 v. Chr.). Im Ortsteil Oberholtorf wurden Reste einer großen romanischen Saalkirche ausgegraben, die in der 1. Hälfte des 11. Jahrhunderts an der Stelle eines etwas kleineren, über merowingischen Siedlungsspuren aus dem 7. Jahrhundert gestellten Kirchenbaus aus der Zeit um 900 n. Chr. errichtet und nach Umnutzung zu einem herrschaftlichen Gebäude etwa Ende des 13. Jahrhunderts geordnet abgetragen wurde. Die sogenannte Burg Oberholtorf ist weitgehend unerforscht, die früheren Besitzer und Erbauer unbekannt.
Holtorf wurde erstmals urkundlich 1183/1187 als Holzdorp erwähnt, Ober- und Niederholtorf 1733. Der Burghof wird 1303 als „Holtorp“ genannt und stand ursprünglich im Besitz der Herren von Löwenburg. Er wurde später von den Grafen von Jülich erworben und ging im Jahre 1513 als Lehen an die Koblenzer Familie von dem Burgthorn, die dem Anwesen auch den Namen gab. Mitte des 18. Jahrhunderts gelangte der Burghof als Erbe in den Besitz der Familie von Hagen. 1973 wurde der Hof von der jetzigen Besitzerfamilie Meyers erworben.
Im Holtorfer Gebiet, sowohl an der Hardt als auch im Hügelland östlich, gab es im 19. Jahrhundert Braunkohle- und Alaun-Abbau, vor allem durch die Firma Hermann Bleibtreus. Bauliche Reste sind rund um Holtorf sichtbar. Der Ort bzw. Hof Ungarten gehörte ursprünglich zur Honschaft bzw. in preußischer Zeit (ab 1815) zur Gemeinde Vinxel, wurde zwischen 1852 und 1865 in die Gemeinde Stieldorf eingegliedert und kam erst mit der kommunalen Neugliederung des Raumes Bonn am 1. August 1969 an die Stadt Bonn.

### Kirche
Die Grundsteinlegung für die erste – dem Hl. Antonius geweihte – Kirche in Niederholtorf erfolgte am 4. Juli 1926. Eingeweiht wurde sie Weihnachten 1926 und konsekriert am 19. Mai 1928. Wegen des schlechten baulichen Zustands fand 1962 ein Architekturwettbewerb für einen Neubau statt, aus dem im Mai 1963 der Bonner Architekt Stapper als Sieger hervorging und mit der weiteren Planung und Ausführung beauftragt wurde. Der Baubeginn verzögerte sich jedoch durch Schwierigkeiten im Genehmigungsverfahren bis zum 5. Oktober 1970. Kirchweihe war am 15. September 1974. Die gleichnamige Katholische Kirchengemeinde Sankt Antonius mit etwa 1000 Mitgliedern gehört zur Pfarreiengemeinschaft Am Ennert, seit 1. Januar 2010 Katholischer Kirchengemeindeverband Am Ennert.

### Einwohnerentwicklung
| Jahr | Einwohner |
| ---- | --------- |
| 1816 | 165       |
| 1843 | 281       |
| 1871 | 358       |
| 1905 | 522       |
| 1961 | 767       |

## Persönlichkeiten
- Romano Guardini (1885–1968), katholischer Religionsphilosoph und Theologe, wohnte Mai 1922 bis Sommer 1923 in Niederholtorf[11]
- Friedhelm Hillebrand (* 1940), Telekommunikationsmanager und Erfinder der SMS, wohnt in Niederholtorf[12]